# Distretto di Ratnagiri
Il distretto di Ratnagiri è un distretto del Maharashtra, in India, di 1 696 482 abitanti. È situato nella divisione del Konkan e il suo capoluogo è Ratnagiri.